# Decimate the Weak
Albums de Winds Of Plague
A Cold Day in Hell
(2005) The Great Stone War
(2009)
Decimate the Weak est le deuxième album studio du groupe de Deathcore américain Winds Of Plague. L'album est sorti le 5 février 2008 sous le label Century Media Records.
L'album contient dans sa liste des titres quatre morceaux de leur album studio précédent, A Cold Day in Hell. Ces titres ont tous été ré-enregistrés. Il s'agit des titres A Cold Day in Hell, Anthems of Apocalypse, Legions et One Body Too Many.
Decimate the Weak a atteint la 9e place au classement Billboard Top Heatseekers chart.
Une vidéo musicale a été tournée pour le titre The Impaler. Après un bref passage sur MTV, la vidéo a été retirée des programmes de la chaine, car son contenu et les paroles de la chanson ont été jugées beaucoup trop violentes.
Il s'agit du premier album de Winds Of Plague enregistré avec le bassiste Andrew Glover. Il s'agit également du dernier album du groupe enregistré avec le batteur Jeff Tenney et avec le claviériste Matt Fineman.

## Musiciens
- Jonathan "Johnny Plague" Cooke - chant
- Nick Eash - guitar
- Nick Piunno - guitare
- Andrew Glover - basse
- Matt Fineman- claviers
- Jeff Tenney - batterie

## Liste des morceaux
1. A Cold Day in Hell - 1:14
2. Anthems of Apocalypse - 5:46
3. The Impaler - 3:01
4. Decimate the Weak - 3:38
5. Origins and Endings - 4:30
6. Angels of Debauchery - 4:32
7. Reloaded - 2:28
8. Unbreakable - 4:16
9. One Body Too Many - 3:35
10. Legions - 3:49